# Ridha Azzabi
Pour les articles homonymes, voir Azzabi.
Ridha Azzabi (arabe : رضا العزابي), né le 17 septembre 1932 à Tunis et mort le 16 décembre 1995, est un dirigeant sportif et haut responsable tunisien.

## Biographie

### Carrière sportive
Il joue au sein de la section de handball du Club africain. Appartenant aux bureaux du Club africain, il en prend la tête à trois reprises, en 1980-1981, 1987-1988 et 1991-1992.
Sous sa présidence, le club remporte un triplé : championnat de Tunisie de football, coupe de Tunisie de football et Ligue des champions de la CAF.

### Carrière professionnelle
Ridha Azzabi occupe successivement, sous la présidence de Habib Bourguiba, les postes de gouverneur de Nabeul de 1969 à 1971, maire de La Marsa et directeur général de l'Office national du tourisme tunisien.

### Vie privée
Il est le père de Selim Azzabi, homme politique membre de Nidaa Tounes puis de Tahya Tounes.